# Mont Tondu
Pour les articles homonymes, voir Tondu.
Le mont Tondu est un sommet de France, dans le massif du Mont-Blanc. Il domine les lacs Jovet situés à l'ouest et la vallée des Glaciers à l'est. Trois glaciers naissent sous son sommet, le glacier du Mont-Tondu au nord, qui confluait avec le glacier de Tré-la-Tête, le glacier des Lanchettes à l'est et le glacier d'Enclave au sud.

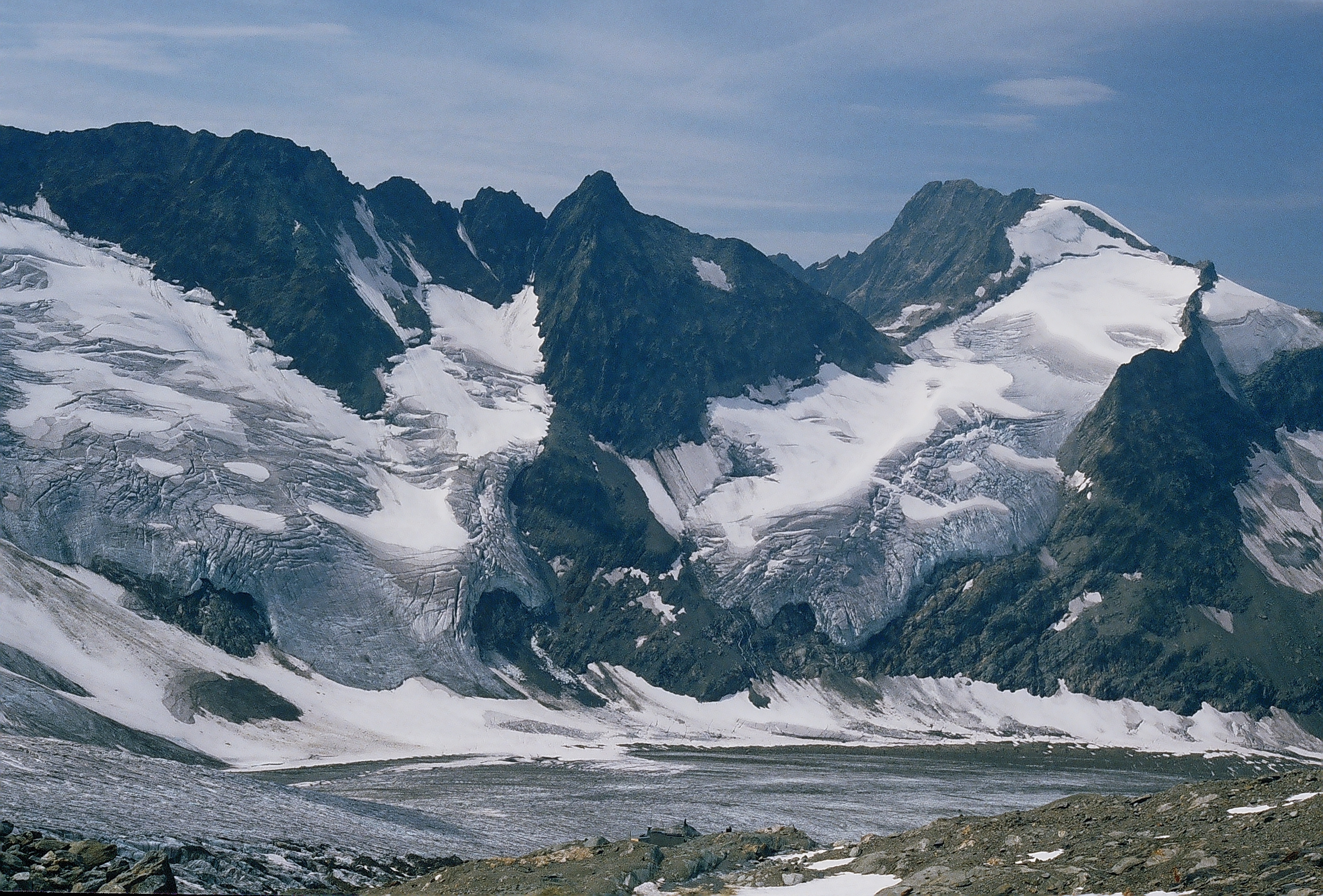
Le mont Tondu (à droite) et l'aiguille des Lanchettes (au centre) dominant les glaciers de Tré-la-Tête (à gauche et en bas) et du Mont-Tondu (à droite) vus depuis le refuge des Conscrits au nord.

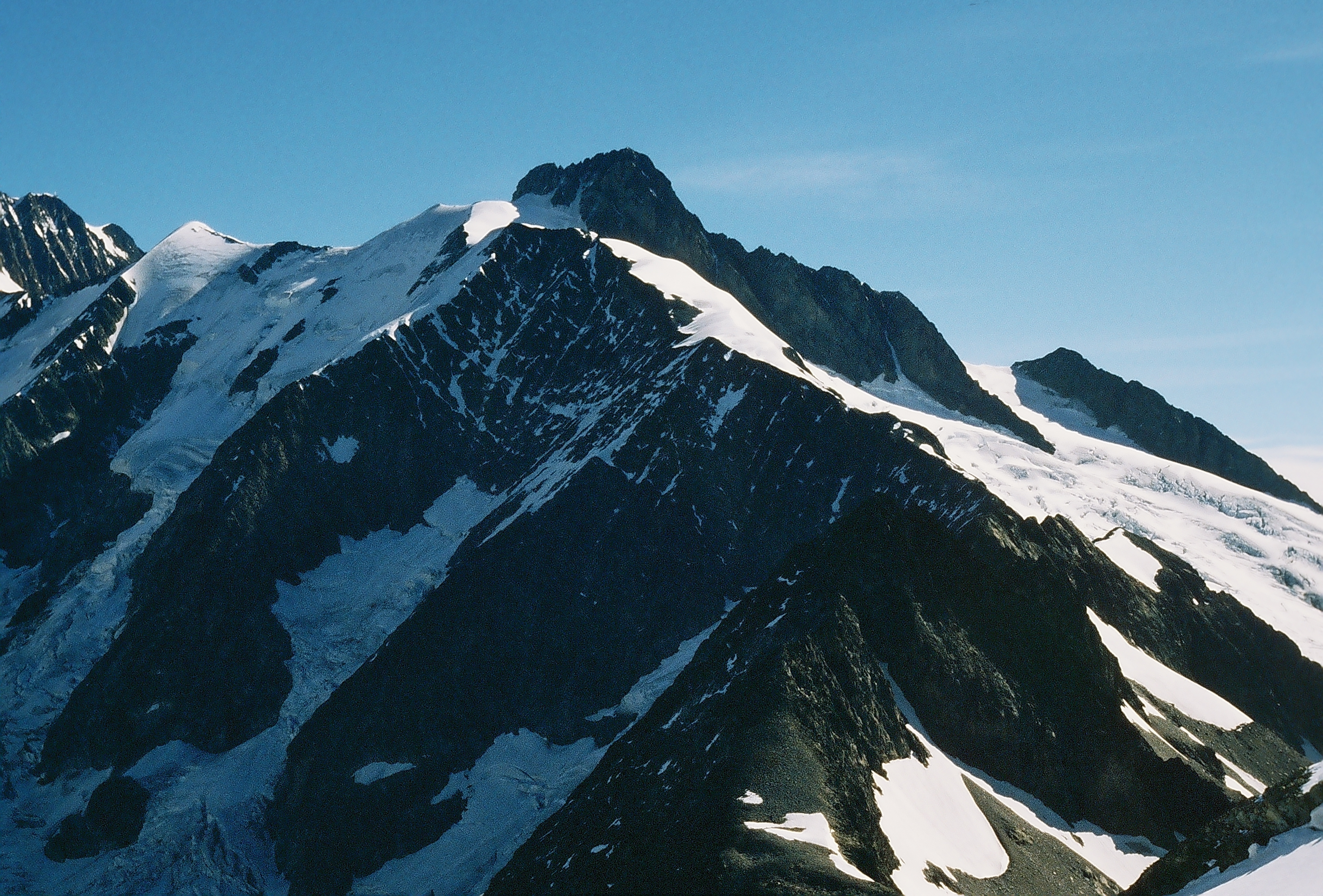
Vue de l'aiguille des Glaciers au nord-est depuis le sommet du mont Tondu.